# Hársfalva
Hársfalva (ukránul: Неліпино) falu Ukrajnában, Kárpátalján, a Munkácsi járásban.

## Fekvése
Szolyva mellett, annak keleti szomszédjában, Szolyva és Szászóka közt fekvő település.

## Története
A trianoni békeszerződés előtt Bereg vármegye Szolyvai járásához tartozott.
1910-ben 1485 lakosából 51 magyar, 457 német, 962 ruszin volt. Ebből 64 római katolikus, 958 görögkatolikus, 444 izraelita volt.